# Принц из снов
«Принц из снов» (англ. Dream for an Insomniac) — американская романтическая кинокомедия режиссёра Тиффани ДеБартоло. Премьера состоялась в 1996 году.

## Сюжет
У Фрэнки (Скай Айони) много проблем, одни из которых — бессонница, жизнь с дядей и отсутствие личной жизни. Она встречает парня по имени Дэвид, который отвечает её требованиям, но, узнав, что у него есть девушка, она не намерена отступать.

## В ролях
- Скай Айони — Фрэнки
- Дженнифер Энистон — Эллисон
- Астин Маккензи — Дэвид Шрайдер
- Майкл Лэндис — Роб
- Сеймур Кассель — дядя Лео

## Критика
Фильм считается «гнилым» (набрал менее 60%), согласно Rotten Tomatoes, с показателем «Томатометра» в 50%, с средним рейтингом 5 балла из 10. Рецензия-опрос веб-сайта Rotten Tomatoes показала, что 73% аудитории, оценив на 3.6 балла из 5, дали положительный отзыв о фильме..